# Zhanggu Feng
Zhanggu Feng är en kulle i Kina. Den ligger i den östra delen av landet, 1 200 km öster om huvudstaden Peking. Toppen på Zhanggu Feng är 157 meter över havet, eller 146 meter över den omgivande terrängen. Bredden vid basen är 4,3 km.
Terrängen runt Zhanggu Feng är platt åt nordost, men åt sydväst är den kuperad. Runt Zhanggu Feng är det ganska tätbefolkat, med 108 invånare per kvadratkilometer. Trakten runt Zhanggu Feng består i huvudsak av gräsmarker.